# Митина, Суламифь Оскаровна
Суламифь Оскаровна Митина (настоящая фамилия Рабинович; 1 мая 1922, Москва — январь 2000, Москва) — советская переводчица

.

## Биография
Окончила истфак МГУ (1946).
Дебютировала в художественном переводе в 1956 году романом Грэма Грина «Тихий американец» (в соавторстве с Ритой Райт). Среди дальнейших работ — «Римская весна миссис Стоун» Теннесси Уильямса, произведения Трумена Капоте, Шона О’Кейси, Дж. Д. Сэлинджера, Артура Миллера, Бернарда Маламуда, Надин Гордимер, Памелы Хенсфорд Джонсон и других, некоторые мемуарные и гуманитарные книги (в частности, «Театр и танец Индии» Балванта Гарги).
Много лет была дружна с Арсением Тарковским, оставила воспоминания о нём, в которых, по мнению П. Д. Волковой, «как никто другой, сумела передать живой образ поэта, его артистичность, красоту, обаяние, „детскость“». Опубликовала также мемуарные статьи о Юрии Домбровском и Елене Благининой.
Умерла в январе 2000 года. Похоронена на Донском кладбище.